# Gringui Herrera
Augusto Elpidio Herrera (n. Provincia de Córdoba; 7 de enero de 1962), conocido como Gringui Herrera, es un guitarrista, bajista y cantante de rock argentino.

## Biografía
Herrera comenzó a tocar la guitarra a la edad de ocho años. Por ese entonces, sus primeras incursiones estaban ligadas a las chacareras y las zambas. A la edad de quince años, ya en el género del rock, formó su primera banda, llamada Carolina. En ese momento también comenzaba a componer sus primeras canciones.
En el año 1978 conoce a Andrés Calamaro en la escuela secundaria. Un año después forman la «Elmer's Band»; un grupo de punk rock. Antes habían experimentado en una banda llamada «La Chorizo Colorado Blues Band». La Elmer's Band haría presentaciones en un restaurante francés y en algunas ocasiones en diferentes conciertos caseros. Luego de esta corta experiencia con Calamaro y al terminar el quinto año de la secundaria, se fue a vivir a España con su grupo Carolina, apadrinados por el periodista Vicente ‘Mariscal’ Romero y su sello ‘Chapa Discos’. Pero su permanencia en España no fue más allá de un año.
Al comenzar la década de 1980, Gringui retorna a la Argentina. A su vuelta, participó como miembro de la banda de Raúl Porchetto entre los años 1982 y 1983.
Su amigo inseparable Andrés Calamaro, quien ya estaba como tecladista en Los Abuelos de la Nada, es quien lo invita a participar en ensayos y shows de la banda. El primer disco homónimo del grupo, de 1982, incluye una canción de Herrera, «Tristeza de la ciudad», uno de los hits del LP. Hacia el año 1985, tras el alejamiento del guitarrista Gustavo Bazterrica, Herrera forma parte de la banda como guitarrista invitado. Ese mismo año graba un álbum de estudio solista llamado «Tu imagen sigue aquí». En junio graba con Los Abuelos el cuarto álbum de la banda, «Los Abuelos en el Ópera». En octubre deja la agrupación para continuar trabajando en los proyectos como solista de Calamaro, quien también se alejó de Los Abuelos de la Nada ese año para seguir su proyecto solista. En 1996 recorrió todo el país junto a Fito Páez presentando la placa del rosarino «Euforia». Paralelamente, continuaba con la banda de Calamaro, e inclusive en la actualidad sigue siendo el guitarrista oficial de Calamaro y Alejandro Lerner.

## Discografía
Con Raúl Porchetto
- Che, pibe (1982)
- Reina Madre (1983)

Con Los Abuelos de la Nada
- Los Abuelos en el Ópera (Interdisc, 1985)

Con Andrés Calamaro
- Hotel Calamaro (1984)
- Vida cruel (1985)
- Por mirarte (1988)
- Nadie sale vivo de aquí (1989)
- Grabaciones Encontradas Vol. 1 (1993)
- Live in Ayacucho (1994) (EP, edición limitada, grabado en 1988)
- Grabaciones Encontradas Vol. 2 (1996)
- Honestidad Brutal (1999)
- El Salmón (2000)
- La Lengua Popular (2007)

Con Fito Páez
- Euforia (1996)

Solista
- Tu imagen sigue aquí (Interdisc, 1985)